# The Groovy Sound of Music
| Recensione | Giudizio |
| ---------- | -------- |
| AllMusic   |          |

The Groovy Sound of Music è un album di Gary Burton, pubblicato dalla casa discografica RCA Victor nel marzo del 1965.

## Tracce

### LP
Lato A
1. Climb Ev'ry Mountain (dal musical The Sound of Music) – 4:50 (Oscar Hammerstein II, Richard Rodgers) – Registrato il 22 dicembre 1964
2. Maria (dal musical The Sound of Music) – 3:34 (Oscar Hammerstein II, Richard Rodgers) – Registrato il 21 dicembre 1964
3. An Ordinary Couple (dal musical The Sound of Music) – 4:50 (Oscar Hammerstein II, Richard Rodgers) – Registrato il 22 dicembre 1964
4. My Favorite Things (dal musical The Sound of Music) – 5:55 (Oscar Hammerstein II, Richard Rodgers) – Registrato il 21 dicembre 1964

Lato B
1. Sixteen Going on Seventeen (dal musical The Sound of Music) – 4:30 (Oscar Hammerstein II, Richard Rodgers) – Registrato il 22 dicembre 1964
2. Do-Re-Mi (dal musical The Sound of Music) – 3:50 (Oscar Hammerstein II, Richard Rodgers) – Registrato il 21 dicembre 1964
3. Edelweiss (dal musical The Sound of Music) – 3:03 (Oscar Hammerstein II, Richard Rodgers) – Registrato il 22 dicembre 1964
4. The Sound of Music (dal musical The Sound of Music) – 5:27 (Oscar Hammerstein II, Richard Rodgers) – Registrato il 22 dicembre 1964

## Musicisti
Climb Ev'ry Mountain / An Ordinary Couple / Sixteen Going on Seventeen / Edelweiss / The Sound of Music
- Gary Burton – vibrafono
- Gary McFarland – conduttore orchestra, arrangiamenti
- Bob Brookmeyer – trombone a pistoni
- Phil Woods – sassofono alto, clarinetto
- Joe Puma – chitarra
- Steve Swallow – contrabbasso
- Ed Shaughnessy – batteria
- Sconosciuti – 2 flauti
- Sconosciuti – 2 clarinetti
- Sconosciuto – corno francese
- Sconosciuti – 3 viole
- Sconosciuti – 2 violoncelli

Maria / My Favorite Things / Do-Re-Mi
- Gary Burton – vibrafono, conduttore musicale, arrangiamento
- Phil Woods – sassofono alto, clarinetto
- Joe Puma – chitarra
- Bob Brookmeyer – trombone a pistoni
- Steve Swallow – contrabbasso
- Joe Hunt – batteria

Note aggiuntive
- Joe René – produttore
- Registrazioni effettuate al RCA Victor's Studio A di New York City, New York
- Mickey Crofford – ingegnere delle registrazioni
- David A. Himmelstein – note di retrocopertina album originale [3]